# Finnország az 1976. évi téli olimpiai játékokon
Finnország az ausztriai Innsbruckban megrendezett 1976. évi téli olimpiai játékok egyik részt vevő nemzete volt. Az országot az olimpián 8 sportágban 47 sportoló képviselte, akik összesen 7 érmet szereztek.

## Érmesek
| Érem  | Versenyző                                                                         | Sportág | Versenyszám                  |
| ----- | --------------------------------------------------------------------------------- | ------- | ---------------------------- |
| Arany | Matti Pitkänen Juha Mieto Pertti Teurajärvi Arto Koivisto                         | Sífutás | Férfi 4 × 10 km váltó        |
| Arany | Helena Takalo-Kivioja                                                             | Sífutás | Női 5 km                     |
| Ezüst | Heikki Ikola                                                                      | Biatlon | Férfi 20 km egyéni indításos |
| Ezüst | Henrik Flöjt Esko Saira Juhani Suutarinen Heikki Ikola                            | Biatlon | Férfi 4 × 7,5 km váltó       |
| Ezüst | Helena Takalo-Kivioja                                                             | Sífutás | Női 10 km                    |
| Ezüst | Liisa Suihkonen Marjatta Kajosmaa Hilkka Riihivuori-Kuntola Helena Takalo-Kivioja | Sífutás | Női 4 × 5 km váltó           |
| Bronz | Arto Koivisto                                                                     | Sífutás | Férfi 15 km                  |

## Alpesisí
Női
| Versenyző      | Versenyszám      | 1. futam | 1. futam | 2. futam | 2. futam | Összesítés | Összesítés |
| Versenyző      | Versenyszám      | Idő      | Hely.    | Idő      | Hely.    | Idő        | Helyezés   |
| -------------- | ---------------- | -------- | -------- | -------- | -------- | ---------- | ---------- |
| Riitta Ollikka | Lesiklás         |          |          |          |          | 1:53,85    | 30.        |
| Riitta Ollikka | Óriás-műlesiklás |          |          |          |          | 1:40,15    | 34.        |
| Riitta Ollikka | Műlesiklás       | 54,23    | 26.      | 51,39    | 17.      | 1:45,62    | 17.        |

## Biatlon

### 20 km egyéni indításos
A célpont egy külső és egy belső körből állt. A külső körön kívüli találat 2 perc, a külső kör találata 1 perc büntetőidőt jelentett.
| Versenyző         | Eredmény   | Helyezés | Büntetőperc | Végső eredmény | Helyezés |
| ----------------- | ---------- | -------- | ----------- | -------------- | -------- |
| Heikki Ikola      | 1:13:54,10 | 8.       | 2           | 1:15:54,10     |          |
| Esko Saira        | 1:15:32,84 | 15.      | 2           | 1:17:32,84     | 6.       |
| Juhani Suutarinen | 1:17:25,89 | 25.      | 2           | 1:19:25,89     | 13.      |

### 4 × 7,5 km váltó
A lövéseket követően a lövőhibák számának megfelelő mennyiségű 200 m-es büntetőkört kellett teljesíteni a versenyzőknek.
| Versenyző                                              | Eredmény   | Lövőhiba | Helyezés |
| ------------------------------------------------------ | ---------- | -------- | -------- |
| Henrik Flöjt Esko Saira Juhani Suutarinen Heikki Ikola | 2:01:45,58 | 2        |          |

## Északi összetett
A három ugrás közül a két legjobb pontszámát adták össze. A sífutás végén 1 perces időkülönbség 9 pontnak felelt meg.
| Versenyző        | Normálsánc | Normálsánc | Normálsánc | Normálsánc | Normálsánc | Normálsánc | Normálsánc | Normálsánc | 15 km sífutás | 15 km sífutás | 15 km sífutás | Összesítés | Összesítés |
| Versenyző        | 1. ugrás   | 1. ugrás   | 2. ugrás   | 2. ugrás   | 3. ugrás   | 3. ugrás   | Össz.      | Össz.      | 15 km sífutás | 15 km sífutás | 15 km sífutás | Összesítés | Összesítés |
| Versenyző        | Pont       | Hely.      | Pont       | Hely.      | Pont       | Hely.      | Pont       | Hely.      | Idő           | Pont          | Hely.         | Pont       | Helyezés   |
| ---------------- | ---------- | ---------- | ---------- | ---------- | ---------- | ---------- | ---------- | ---------- | ------------- | ------------- | ------------- | ---------- | ---------- |
| Rauno Miettinen  | 109,3      | 2.         | 110,6      | 2.         | 101,4      | 9.         | 219,9      | 2.         | 51:12,21      | 191,40        | 19.           | 411,30     | 4.         |
| Erkki Kilpinen   | 70,5       | 33.        | 100,9      | 8.         | 102,2      | 8.         | 203,1      | 8.         | 50:20,46      | 199,16        | 11.           | 402,26     | 10.        |
| Jukka Kuvaja     | 98,9       | 9.         | 87,8       | 26.        | 98,4       | 14.*       | 197,3      | 13.        | 50:03,26      | 201,74        | 9.            | 399,04     | 11.        |
| Jorma Etelälahti | 92,7       | 19.        | 74,3       | 30.        | 92,4       | 24.        | 185,1      | 24.        | 52:05,85      | 183,35        | 23.           | 368,45     | 24.        |

* - egy másik versenyzővel azonos eredményt ért el

## Gyorskorcsolya
Férfi
| Versenyző       | Versenyszám | Eredmény | Helyezés |
| --------------- | ----------- | -------- | -------- |
| Olavi Köppä     | 1500 m      | 2:03,69  | 10.      |
| Olavi Köppä     | 5000 m      | 7:59,52  | 20.      |
| Olavi Köppä     | 10 000 m    | 15:39,73 | 9.       |
| Pertti Niittylä | 500 m       | 40,65    | 15.      |
| Pertti Niittylä | 1000 m      | 1:21,43  | 8.       |

Női
| Versenyző            | Versenyszám | Eredmény | Helyezés |
| -------------------- | ----------- | -------- | -------- |
| Paula-Irmeli Halonen | 500 m       | 43,99    | 8.       |
| Paula-Irmeli Halonen | 1000 m      | 1:31,72  | 13.      |
| Paula-Irmeli Halonen | 3000 m      | 5:03,08  | 22.      |
| Tuula Vilkas         | 1000 m      | 1:32,94  | 17.      |
| Tuula Vilkas         | 1500 m      | 2:24,55  | 20.      |
| Tuula Vilkas         | 3000 m      | 4:51,71  | 12.      |

## Jégkorong
| Finn férfi jégkorongcsapat-játékoskeret                                                                   | Finn férfi jégkorongcsapat-játékoskeret                                                          | Finn férfi jégkorongcsapat-játékoskeret                                                       |
| --- | ------------------------------------------------------------------------------------------------ | --------------------------------------------------------------------------------------------- |
| - Seppo Ahokainen - Hannu Haapalainen - Matti Hagman - Hannu Kapanen - Pertti Koivulahti - Tapio Koskinen | - Reijo Laksola - Henry Leppä - Antti Leppänen - Seppo Lindström - Pekka Marjamäki - Matti Murto | - Timo Nummelin - Esa Peltonen - Matti Rautiainen - Timo Saari - Jorma Vehmanen - Urpo Ylönen |

### Eredmények
Selejtező
| 1976. február 3. 14:00 | Finnország (FIN) | 11 – 2 (0–1, 4–0, 7–1) | Japán | Innsbruck, Ausztria |

|  |  |  |  |  |
|  |  |  |  |  |
|  |  |  |  |  |
|  |  |  |  |  |

Döntő csoportkör
| 1976. február 6. 20:00 | Csehszlovákia (TCH) | 2 – 1 (0–1, 1–0, 1–0) | Finnország | Innsbruck, Ausztria |

|  |  |  |  |  |
|  |  |  |  |  |
|  |  |  |  |  |
|  |  |  |  |  |

| 1976. február 8. 16:00 | NSZK (FRG) | 3 – 5 (1–2, 1–1, 1–2) | Finnország | Innsbruck, Ausztria |

|  |  |  |  |  |
|  |  |  |  |  |
|  |  |  |  |  |
|  |  |  |  |  |

| 1976. február 10. 13:00 | Egyesült Államok (USA) | 5 – 4 (2–0, 1–2, 2–2) | Finnország | Innsbruck, Ausztria |

|  |  |  |  |  |
|  |  |  |  |  |
|  |  |  |  |  |
|  |  |  |  |  |

| 1976. február 12. 20:00 | Finnország (FIN) | 2 – 7 (0–3, 0–1, 2–3) | Szovjetunió | Innsbruck, Ausztria |

|  |  |  |  |  |
|  |  |  |  |  |
|  |  |  |  |  |
|  |  |  |  |  |

| 1976. február 14. 16:00 | Lengyelország (POL) | 1 – 7 (1–4, 0–1, 0–2) | Finnország | Innsbruck, Ausztria |

|  |  |  |  |  |
|  |  |  |  |  |
|  |  |  |  |  |
|  |  |  |  |  |

Végeredmény
| Csapat           | M | Gy | D | V | G+ | G– | Gk  | P  |
| ---------------- | - | -- | - | - | -- | -- | --- | -- |
| Szovjetunió      | 5 | 5  | 0 | 0 | 40 | 11 | +29 | 10 |
| Csehszlovákia    | 5 | 4  | 0 | 1 | 17 | 10 | +7  | 8  |
| NSZK             | 5 | 2  | 0 | 3 | 21 | 24 | –3  | 4  |
| Finnország       | 5 | 2  | 0 | 3 | 19 | 18 | +1  | 4  |
| Egyesült Államok | 5 | 2  | 0 | 3 | 15 | 21 | –6  | 4  |
| Lengyelország    | 5 | 0  | 0 | 5 | 9  | 37 | –28 | 0* |

* - A Csehszlovákia-Lengyelország mérkőzés végeredménye 7–1 lett, de a csehszlovák játékosok pozitív doppingeredményt produkáltak, ezért hivatalosan 0–1 arányban a lengyelek javára írták a mérkőzést. Lengyelország azonban nem kapta meg a győzelemért járó pontokat.
- A bronzéremről az egymás elleni mérkőzéseken elért eredmények, majd a szerzett és kapott gólok átlaga döntött:

Finnország – NSZK 5–3
Egyesült Államok – Finnország 5–4
NSZK – Egyesült Államok 4–1
| Csapat           | M | Gy | D | V | G+ | G– | GA    | P |
| ---------------- | - | -- | - | - | -- | -- | ----- | - |
| NSZK             | 2 | 1  | 0 | 1 | 7  | 6  | 1,166 | 2 |
| Finnország       | 2 | 1  | 0 | 1 | 9  | 8  | 1,125 | 2 |
| Egyesült Államok | 2 | 1  | 0 | 1 | 6  | 8  | 0,750 | 2 |

| Csapat     | Helyezés |
| ---------- | -------- |
| Finnország | 4.       |

## Műkorcsolya
| Versenyző      | Versenyszám  | Kötelező elemek   | Kötelező elemek | Rövid program     | Rövid program | Kűr               | Kűr   | Összesítés                     | Összesítés                     | Összesítés                     | Összesítés                     | Összesítés                     | Összesítés                     | Összesítés                     | Összesítés                     | Összesítés                     | Összesítés        | Összesítés        | Összesítés  | Összesítés | Összesítés |
| Versenyző      | Versenyszám  | Kötelező elemek   | Kötelező elemek | Rövid program     | Rövid program | Kűr               | Kűr   | Helyezési pontszámok bírónként | Helyezési pontszámok bírónként | Helyezési pontszámok bírónként | Helyezési pontszámok bírónként | Helyezési pontszámok bírónként | Helyezési pontszámok bírónként | Helyezési pontszámok bírónként | Helyezési pontszámok bírónként | Helyezési pontszámok bírónként | Több. hely. száma | Több. hely. össz. | Hely. össz. | Pont       | Helyezés   |
| Versenyző      | Versenyszám  | Több. hely. száma | Hely.           | Több. hely. száma | Hely.         | Több. hely. száma | Hely. | 1                              | 2                              | 3                              | 4                              | 5                              | 6                              | 7                              | 8                              | 9                              | Több. hely. száma | Több. hely. össz. | Hely. össz. | Pont       | Helyezés   |
| -------------- | ------------ | ----------------- | --------------- | ----------------- | ------------- | ----------------- | ----- | ------------------------------ | ------------------------------ | ------------------------------ | ------------------------------ | ------------------------------ | ------------------------------ | ------------------------------ | ------------------------------ | ------------------------------ | ----------------- | ----------------- | ----------- | ---------- | ---------- |
| Pekka Leskinen | Férfi egyéni | 6×13+             | 13.             | 7×14+             | 14.           | 6×14+             | 14.   | 13,0                           | 13,0                           | 13,0                           | 14,0                           | 14,0                           | 13,0                           | 14,0                           | 13,0                           | 12,0                           | 6×13+             | 77,0              | 119,0       | 166,98     | 13.        |

## Sífutás
Férfi
| Versenyző                                                 | Versenyszám     | Eredmény   | Helyezés |
| --------------------------------------------------------- | --------------- | ---------- | -------- |
| Risto Kiiskinen                                           | 15 km           | 47:21,06   | 32.      |
| Arto Koivisto                                             | 15 km           | 44:19,25   |          |
| Arto Koivisto                                             | 30 km           | 1:32:23,11 | 8.       |
| Arto Koivisto                                             | 50 km           | 2:43:44,79 | 10.      |
| Juha Mieto                                                | 15 km           | 45:46,27   | 10.      |
| Juha Mieto                                                | 30 km           | 1:31:20,39 | 4.       |
| Juha Mieto                                                | 50 km           | 2:50:03,61 | 34.      |
| Matti Pitkänen                                            | 30 km           | 1:33:44,74 | 13.      |
| Juhani Repo                                               | 30 km           | 1:35:31,06 | 22.      |
| Juhani Repo                                               | 50 km           | 2:42:54,89 | 9.       |
| Pertti Teurajärvi                                         | 15 km           | 46:04,84   | 14.      |
| Pertti Teurajärvi                                         | 50 km           | 2:47:25,60 | 27.      |
| Matti Pitkänen Juha Mieto Pertti Teurajärvi Arto Koivisto | 4 × 10 km váltó | 2:07:59,72 |          |

Női
| Versenyző                                                                         | Versenyszám    | Eredmény   | Helyezés |
| --------------------------------------------------------------------------------- | -------------- | ---------- | -------- |
| Marja-Liisa Hämäläinen                                                            | 10 km          | 32:37,72   | 22.      |
| Helena Takalo-Kivioja                                                             | 5 km           | 15:48,69   |          |
| Helena Takalo-Kivioja                                                             | 10 km          | 30:14,28   |          |
| Hilkka Riihivuori-Kuntola                                                         | 5 km           | 16:17,74   | 4.       |
| Hilkka Riihivuori-Kuntola                                                         | 10 km          | 31:29,39   | 9.       |
| Marjatta Kajosmaa                                                                 | 5 km           | 16:36,25   | 9.       |
| Marjatta Kajosmaa                                                                 | 10 km          | 31:35,50   | 11.      |
| Taina Impiö                                                                       | 5 km           | 17:03,30   | 19.      |
| Liisa Suihkonen Marjatta Kajosmaa Hilkka Riihivuori-Kuntola Helena Takalo-Kivioja | 4 × 5 km váltó | 1:08:36,57 |          |

## Síugrás
Férfi
| Versenyző       | Versenyszám | 1. ugrás | 1. ugrás | 2. ugrás | 2. ugrás | Összesítés | Összesítés |
| Versenyző       | Versenyszám | Pont     | Hely.    | Pont     | Hely.    | Pont       | Helyezés   |
| --------------- | ----------- | -------- | -------- | -------- | -------- | ---------- | ---------- |
| Harri Blumén    | Normálsánc  | 105,6    | 27.      | 104,8    | 31.*     | 210,4      | 29.*       |
| Harri Blumén    | Nagysánc    | 84,4     | 41.      | 76,3     | 40.      | 160,7      | 41.        |
| Esko Rautionaho | Normálsánc  | 116,5    | 10.*     | 113,1    | 16.      | 229,6      | 11.        |
| Esko Rautionaho | Nagysánc    | 103,5    | 11.      | 94,3     | 15.      | 197,8      | 12.        |
| Jouko Törmänen  | Normálsánc  | 112,4    | 18.      | 112,6    | 17.      | 225,0      | 14.        |
| Jouko Törmänen  | Nagysánc    | 105,4    | 8.       | 99,5     | 10.      | 204,9      | 10.        |
| Rauno Miettinen | Nagysánc    | 96,2     | 19.      | 89,2     | 21.      | 185,4      | 21.        |

* - egy másik versenyzővel azonos eredményt ért el